# Estniska köket

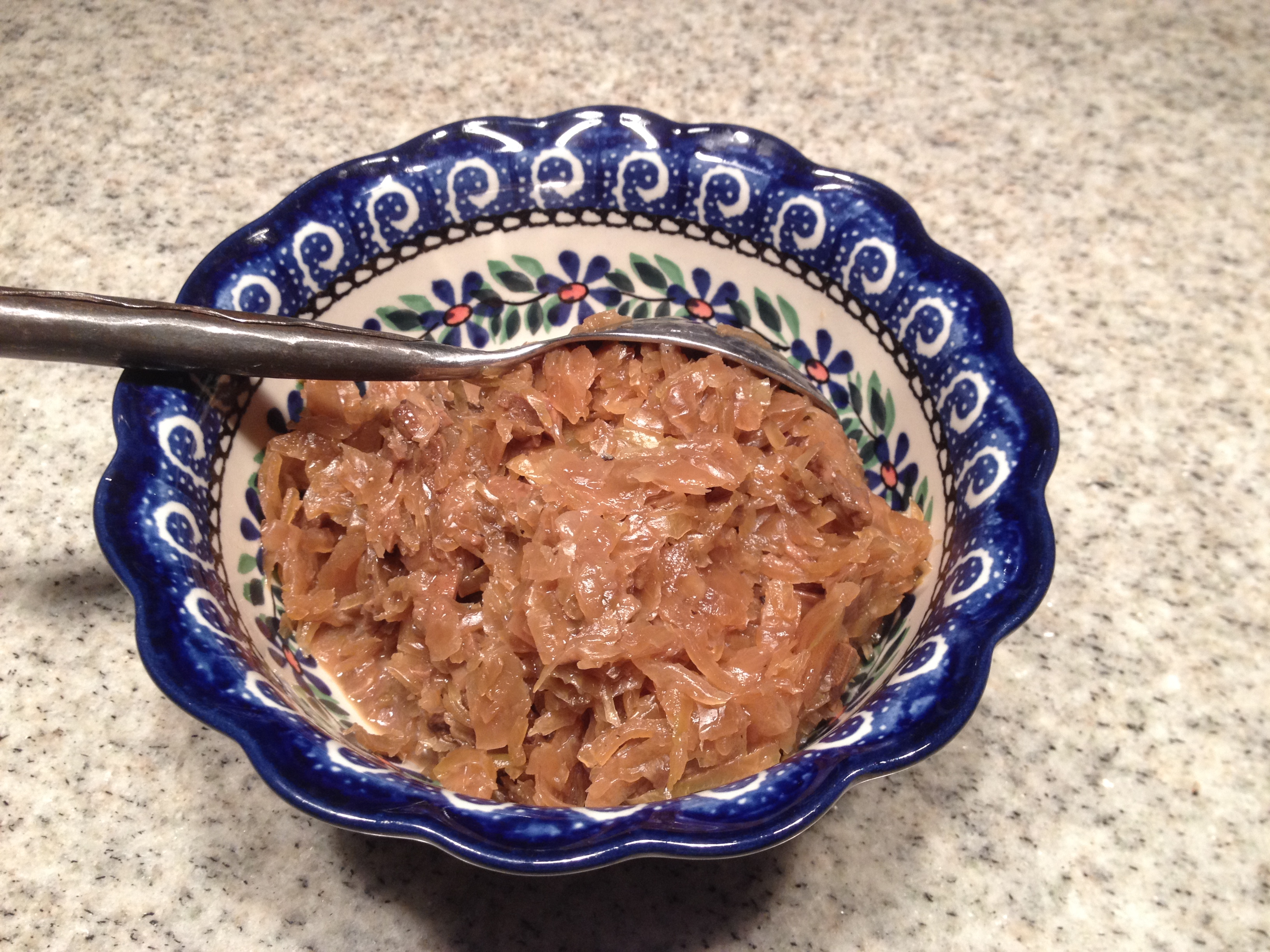
Kål med svamp

Estniska köket består till stor del av kött och potatisrätter, som idag är influerade av många länder, däribland många typiska internationella maträtter. Bland klassiska estniska maträtter kan svart bröd, fläsk, potatisar och mjölkprodukter nämnas. Den estniska maten har historiskt varit säsongsbetingad.

## Historik
Den estniska maten har under historien påverkats av svenska, tyska, danska och ryska köket. Mellan 1000-talet och 1300-talet var sädesslag som korn, råg och vete tillsammans med ärtor och bönor, grönsaker som vitkål, morötter, och vitkål och frukter som äpplen, päron och körsbär. Mellan 1400-talet och 1700-talet började sädesslaget bovete så smått dyka upp, tillsammans med grönsaker såsom blomkål och lök. Örter och kryddor började bli en del av kosten, och av råg började man bygga upp en öltillverkning. Under 1800-talet skedde en kulinär förändring i och med tillkommandet av spisen. Mer kött kunde tillagas, populärt i lergrytor. Potatis och sädesslag som mannagryn och ris blev en del av kosten. Soppor och vitt bröd började förtäras, och kaffe blev en populär dryck.
Det fanns en viss skillnad i köket sett till var i Estland man befann sig; i inlandsregionerna var grönsaker, sädesslag, potatis, kött och mjölkprodukter framträdande. Vid kusten var, på grund av tillgången, fisk betydligt vanligare. Det fanns olika normer kring ätandet; ur ett historiskt perspektiv skulle hela familjen under middagen vara samlad, och barnen skulle stå upp. Maten sågs som helig, varför man inte skulle yttra ett ord när man åt. Man fick inte spilla, och om man sopade av bordet med handen kunde gräl uppkomma.

## Kall mat

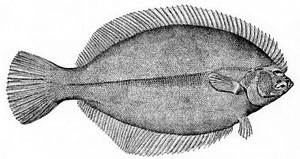
Flundra

Prominent inom det estniska köket är kalla rätter, ett urval av kött och korvar som serveras med potatissallad eller rosolje, en estnisk rätt som görs av rödbetor, kött och sill. Estniska piroger, pirukad (singular: pirukas), fyllda med antingen kött, vitkål eller morötter är också vanligt förekommande.
Sill är en vanlig fisk att servera bland kall mat i Estland. Emellanåt serveras rökt eller marinerad ål, hummer, importerad krabba och räkor, och anses vara delikatesser. Estland har en nationalfisk, räim, som är en liten, baltisk strömming. Skarpsill och andra fiskar ur släktet sprattus, flundra och abborre är även vanligt förekommande fiskar. De åts ofta i rätter eller med bröd, av de som bodde nära kusten.

## Soppor
Soppor äts vanligtvis före huvudrätten, och oftast gjorda på kött- eller kycklingbuljong blandat med olika grönsaker. Soppor blandas även med gräddfil, mjölk och yoghurt.

## Huvudrätter
Kött och potatis täckt med en fyllig sås och ofta serverat med sauerkraut har blivit en traditionell estnisk huvudrätt. Fläsk är ett viktigt kött och äts ugnsbakad, rökt, som bacon, som skinka, eller i pajer och korvar. Fläsket äts ofta vid viktigare tillfällen, ofta saltat eller rökt.

## Desserter

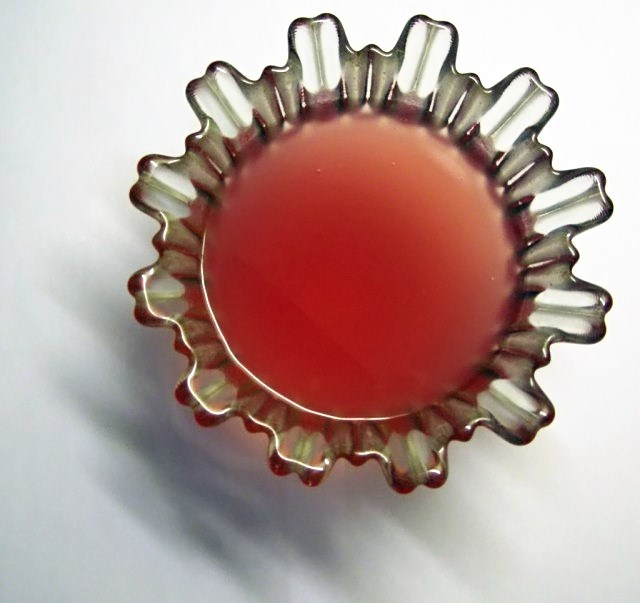
Kissel på röda vinbär

Exempel på desserter som är populära i Estland är kissel, kohuke och skrädmjöl (på estniska kallat kama). Bakverk som rabarberpaj har blivit populära. Även semlor är populära runt fastlagen. 

## Svartbröd
Mörkt rågbröd serveras till nästan all salt mat i Estland. Istället för att önska "smaklig måltid" säger ester ibland jätku leiba, på svenska ungefär "må brödet räcka". Fram till 1900-talet respekterade esterna sitt mörka bröd högt, om man tappade det på golvet var man tvungen att ta upp det och kyssa det.

## Drycker
Mjölk dricks mycket i Estland, såväl som kvass. Mjölkprodukter över huvud taget är vanligt, med kärnmjölk, gräddfil och kefir. De är stolta över sitt öl och sin vodka. Den historiskt viktiga mjöden har nästan helt försvunnit.

## Årstider

### Vår och sommar
Färsk mat är eftertraktat under den estniska våren och sommaren, inklusive bär, örter, grönsaker och andra färdigodlade primörer. Historiskt var jakt och fiske vanligt, och är än idag populära hobbies. Barbecue-partyn utomhus är vanligt förekommande på sommaren.

### Vinter och jul
Enligt traditionen äter man under vintern sylter, inläggningar och konserveringar. Estland har gått igenom hårda tider genom historien och har således samlats och konserverat frukter, svampar och grönsaker till vintern. Det är på grund av affärernas försäljning av dessa varor inte lika vanligt längre, även om det fortfarande görs till vintern på landet och har en traditionell betydelse.
Blodkorv och andra blodprodukter (serverat med lingonsylt), sylta och sauerkraut är traditionella estniska maträtter som idag mestadels äts på julen. Äpplen, småcitrus och pepparkakor.

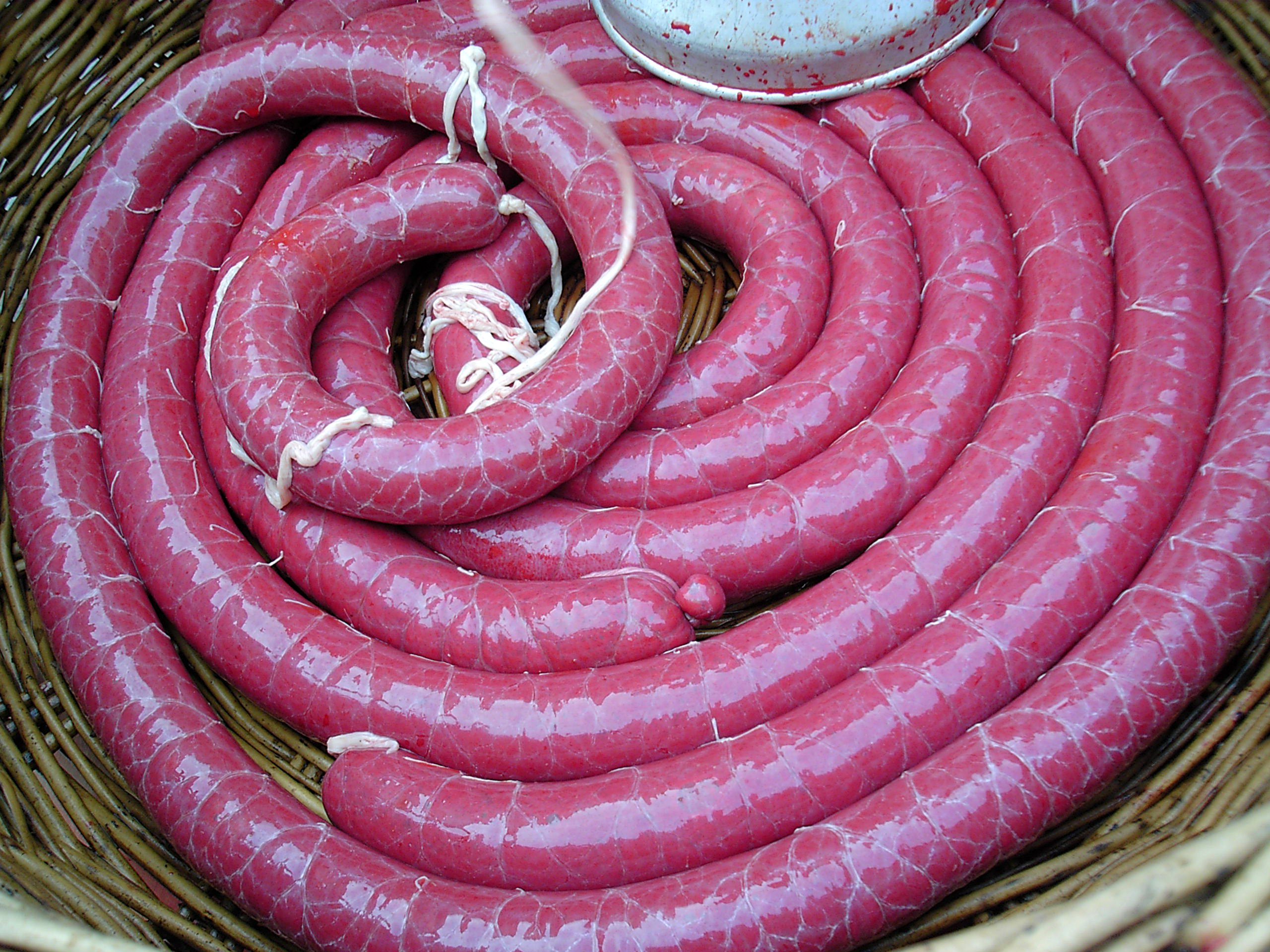
Okokt blodkorv
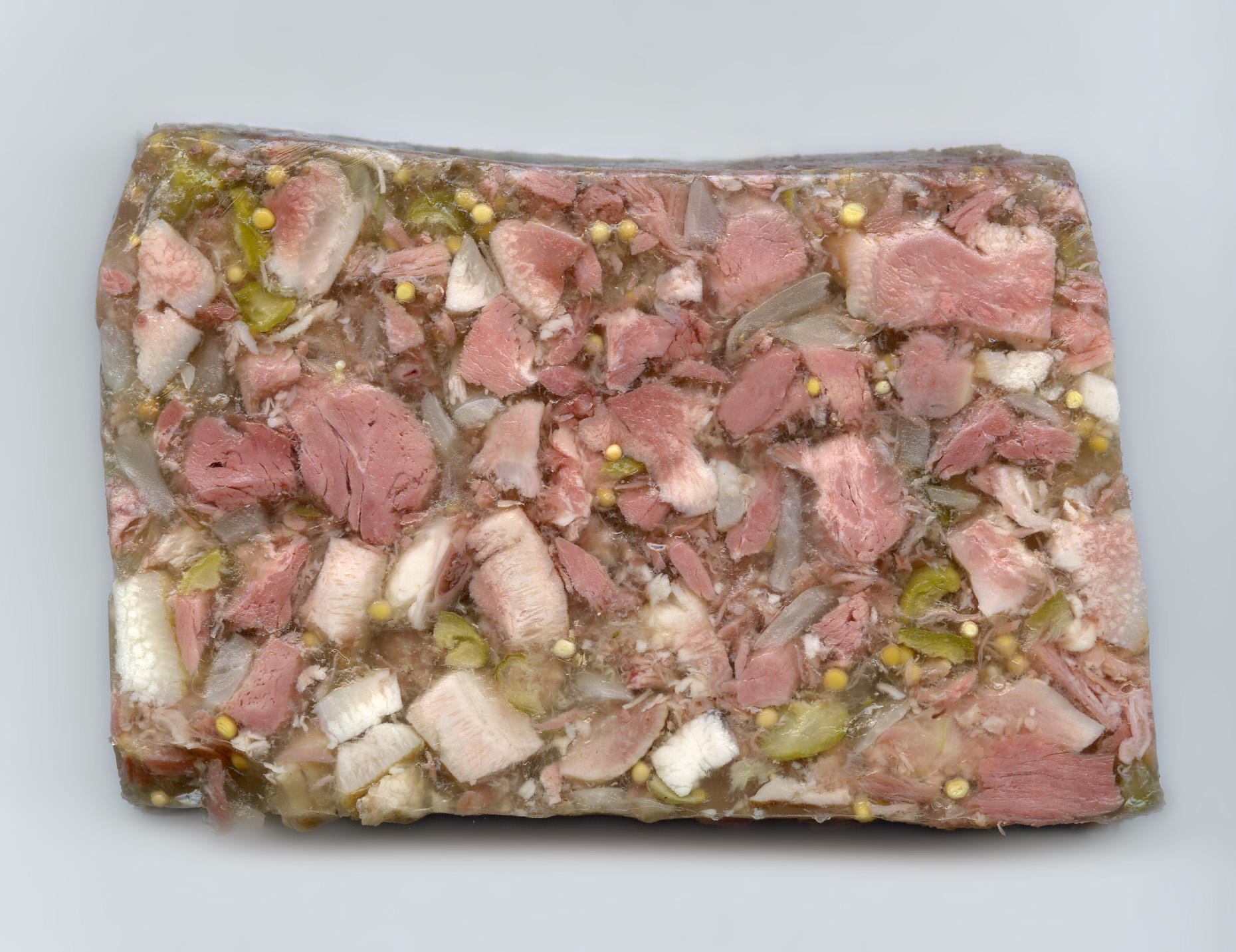
Sylta